# Nell'abisso di Olduvai
Nell'abisso di Olduvai (Seven Views of Olduvai Gorge) è un romanzo breve di genere fantascientifico dello scrittore statunitense Mike Resnick, uscito in prima edizione nel 1994 su The Magazine of Fantasy and Science Fiction. Ha ottenuto il Premio Nebula per il miglior romanzo breve quello stesso anno e il Premio Hugo per il miglior romanzo breve nel 1995.

## Trama
La storia segue le vicende di una spedizione archeologica aliena sulla Terra, dopo la supposta estinzione della specie umana. Gli alieni studiano l'ascesa e il declino dell'umanità in quella che viene considerata la sua "culla", la Gola di Olduvai in Tanzania. Nel corso del romanzo gli alieni scoprono gli aspetti gloriosi e crudeli della storia umana, oltre ad una sorpresa finale.

## Edizioni
- Mike Resnick, Nell'abisso di Olduvai, traduzione di Nicola Fantini, Cosmo. Collana di Fantascienza n.279, Editrice Nord, 1997, ISBN 88-429-0963-7.
- Mike Resnick, Nell'abisso di Olduvai, in I Premi Hugo 1995-1998, traduzione di Nicola Fantini, Grandi Opere Nord n.33, Editrice Nord, 1999, ISBN 88-429-1117-8.